# Grande-Vallée
Grande-Vallée är en kommun i provinsen Québec i Kanada. Den ligger i regionen Gaspésie–Îles-de-la-Madeleine, i den östra delen av landet, 900 km nordost om huvudstaden Ottawa. Antalet invånare var 1 077 vid folkräkningen 2021. Landarean är 144 kvadratkilometer.